# Bytová politika
Bytová politika je jednou z částí veřejné politiky. Hlavním cílem bytové politiky je vytvoření právního, institucionálního fiskálního prostředí pro všechny vstupující na realitní trh. Stát by sám o sobě svojí politikou neměl omezovat ekonomické fungování realitního trhu, zároveň ale musí podporovat ty sociální skupiny, které nemají dostatečné příjmy pro zajištění svého vlastního bydlení.
Špatnou dostupnost bydlení způsobila velká poptávka po bydlení ve velkých městech. Počet domácností, které platí vysoký podíl ze svých důchodů na placení nájmů či splácení hypoték, stále více roste. Vlády po celém světě se nachází pod obrovským tlakem a jsou nucené zlepšovat cenovou dostupnost bydlení.
Využívají proto nástroje bytové politiky, mezi které patří především:
- regulace nájemného,
- regulace minimálních standardů bydlení,
- poskytování tzv. sociálního bydlení,
- daňové úlevy pro developery,
- upzoning, neboli změny územního plánu,
- poukázky na bydlení.[4]

Cílem je často dosáhnout ekvilibria mezi dostupností, udržitelným rozvojem a ekonomickou efektivitou bydlení a zároveň dosáhnout spravedlivé dostupnosti pro všechny třídy obyvatelstva.

## Bytová politika České republiky
Bytová politika v České republice spadá do gesce Ministerstva pro místní rozvoj. Základním strategickým dokumentem je Koncepce bydlení České republiky 2021+, která navazuje na původní koncepci do roku 2020. Základním východiskem aktuální koncepce je, že každý jednotlivec je zodpovědný za obstarání svého bydlení. Stát má pouze vytvářet stabilní prostředí, které motivuje aktéry na trhu s bydlením k proaktivitě a zároveň vhodnými nástroji pomáhat těm, kteří si z objektivních důvodů nedokáží zajistit své vlastní bydlení.
Ztráta bydlení může být často vyhodnocena jako stav hmotné nouze, která je zakotvena v Čl. 30 Listiny základních práv a svobod České republiky, proto jsou české státní instituce nuceny se tímto problémem zabývat.

### Regulace nájemného v České republice
Strop výše nájemného není v českém právu určen. Jediná regulace se týká zvyšování nájemného, které je upraveno v § 2249 odstavci 1 Občanského zákoníku:
 „Neujednají-li si strany zvyšování nájemného nebo nevyloučí-li zvyšování nájemného výslovně, může pronajímatel v písemné formě navrhnout nájemci zvýšení nájemného až do výše srovnatelného nájemného obvyklého v daném místě, pokud navržené zvýšení spolu s tím, k němuž již došlo v posledních třech letech, nebude vyšší než dvacet procent. K návrhu učiněnému dříve než po uplynutí dvanácti měsíců, v nichž nájemné nebylo zvýšeno, nebo který neobsahuje výši nájemného a nedokládá splnění podmínek podle tohoto ustanovení, se nepřihlíží.“
Pokud nájemce navrhuje snížení nájemného, pak se použije stejný postup.

### Podpora výstavby v České republice

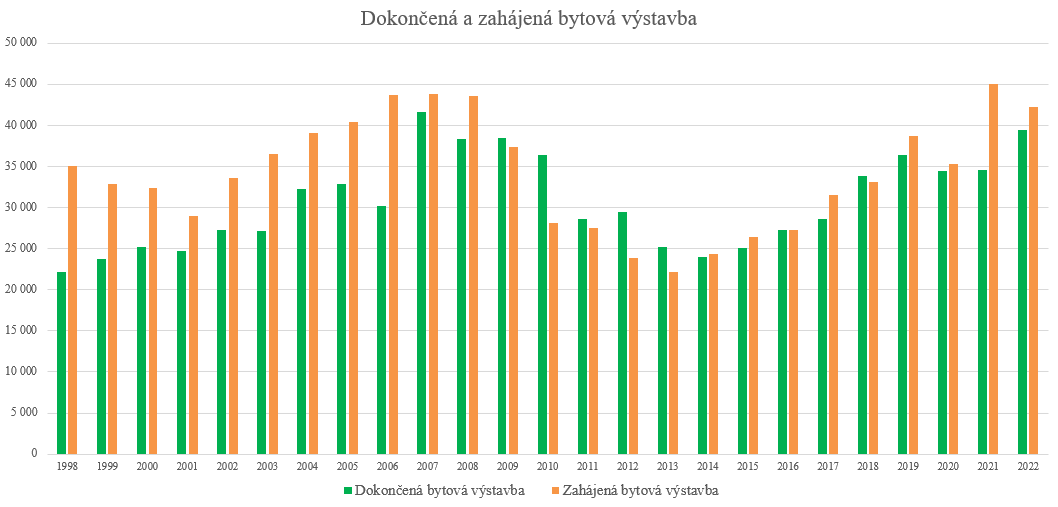
Graf vývoje zahájených a dokončených bytů v letech 1998–2022

Ministerstvo pro místní rozvoj ČR poskytuje v podpůrných programech například tyto dotace:
- Program Nájemní bydlení, který se zaměřuje na zajištění finančních prostředků pro Státní fond podpory investic. Touto podporou vznikají nové kapacity nájemního bydlení a zvyšuje se tedy jejich dostupnost.[7]
- Program SFPI – neinvestiční dotace spočívá v poskytnutí jednorázové neinvestiční dotace Státnímu fondu podporu investic.[8]
- V programu „Podpora bydlení pro rok 2023“ byl vypsán podprogram „Bytové domy bez bariér“, jehož cílem je odstranění bariérových překážek domů, a to výstavbou osobních výtahů v bytových domech, kde se osobní výtahy doposud nenachází.[9]
- Program „Podpora bydlení pro rok 2022“ obsahoval podprogram „Technická infrastruktura“, který měl za cíl rozšířit technickou infrastrukturu pozemků, na nichž měla probíhat následná bytová výstavba.[10]
- Prostřednictvím programu „Podpora bydlení pro rok 2021“ Ministerstvo pro místní rozvoj vyhlásilo 3 podprogramy: „Bytové domy bez bariér“, „Podporované byty“, „Technická infrastruktura“.[11]
- Cílem programu „Ukrajina – rozšiřování ubytovacích kapacit“ bylo rozšíření ubytovacích kapacit pro naléhavé potřeby uprchlíků před válkou na Ukrajině.[12]

Organizace pro hospodářskou spolupráci a rozvoj mezi největší překážky dostupného bydlení v České republice řadí vysoké náklady spojené s výstavbou nového bydlení, nedostatečnou infrastrukturu, omezené množství pracovních sil, nedostatek vhodných pozemků pro výstavbu obecního bytového fondu a nezájem investorů v případě výstavby nájemního bydlení.